# Римски граждански войни
Списък на гражданските войни, засягащи Древен Рим. Състояли са се няколко римски граждански войни, особено във времето на Късната Римска република.

## Късна република
- Съюзническа война (91–88 пр.н.е.), между Рим и италианските племена – победа за Рим.
- Първа гражданска война на Сула (88–87 пр.н.е.), между поддръжниците на Луций Корнелий Сула и войските на Гай Марий – победа за Сула.
- Въстание на Серторий в Испания (83–72 пр.н.е.), между Рим и провинциите в Испания под ръководството на Серторий – победа за Рим.
- Втора гражданска война на Сула (83–82 пр.н.е.), между Сула и поддръжници на Гай Марий Младши – победа за Сула.
- Бунт на Лепид (77 пр.н.е.), когато Лепид въстава срещу Суланския сенат.
- Трета робска война (73–71 пр.н.е.), между Рим и робски метеж в Италия, воден от Спартак.
- Заговор на Катилина (63–62 пр.н.е.), между Сенатът и недоволните привърженици на Луций Сергий Катилина – Сенаторска победа.
- Гражданска война на Цезар (49–45 пр.н.е.), между Юлий Цезар и оптиматите (консервативни републиканци), първоначално предвождани от Помпей – победа за Цезар.
- Мутинска война (44 пр.н.е.), между Сенатската армия (предвождана първо от Цицерон и след това от Октавиан) и армията на Антоний, Лепид, и техни колеги – резултатът е примирие и обединение на силите.
- Гражданска война на либераторите (44–42 пр.н.е.), между Втория триумвират и либераторите (Брут и Касий, убийци на Цезар) – победа за Триумвирата.
- Сицилианска гражданска война (44–36 пр.н.е./39 – 36 пр.н.е.), между Втория триумвират (особено Октавиан и Агрипа) и Секст Помпей, сина на Помпей – победа за Триумвирата.
- Гражданска война на Фулвия (41–40 пр.н.е.), между войските на Луций Антоний, Фулвия Антония (по-малкия брат и съпругата на Марк Антоний) и Октавиан – победа за Октавиан.
- Война между Октавиан и Антоний (32–30 пр.н.е.), между западните провинции (под ръководството на Октавиан и Агрипа) и Изтока (на Марк Антоний и Клеопатра) – победа за Запада.